# رانينغ مان
رانينق مان (بالإنجليزية: Running Man)‏ (هانغل: 런닝맨) هو برنامج منوعات كوري جنوبي يبث على قناة إس بي إس. بث لأول مرة في 11 يوليو 2010. يقوم المقدمون والضيوف (وهم غالبا من المشاهير في كوريا الجنوبية) بالمنافسة في الألعاب المختلفة بحسب نمط الحلقة ، الخاسرون يعاقبون والفائزون يكافئون ، تتراوح مدة الحلقة الواحدة من ساعه إلى ساعة ونصف . تم خروج غاري من البرنامج في سنة 2016 . ودخول سي تشان و سو مين سنة 2017

## الأعضاء

### الحاليون
- يو جاي سوك (유재석).[4]
- هاها (하하).
- جي سوك جين (지석진)
- كيم جونغ كوك (김종국).[4]
- سونغ جي هيو (송지효).[4]
- يانغ سي تشان (양세찬) [5]

### السابقون
- سونغ جونغ كي (송중기).
- كانغ غاري (개리).
- ليزي (리지).
- لي كوانغ سو (이광수).
  - جيون سومين (전소민)

## وصلات خارجية
- رانينغ مان على موقع IMDb (الإنجليزية)
- رانينغ مان على موقع نتفليكس (الإنجليزية)
- رانينغ مان على موقع كينوبويسك (الروسية)
- رانينغ مان على موقع قاعدة بيانات الفيلم (الإنجليزية)
- الموقع الإلكتروني